# 336392 Changhua
336392 Changhua è un asteroide della fascia principale. Scoperto nel 2008, presenta un'orbita caratterizzata da un semiasse maggiore pari a 2,6566427 UA e da un'eccentricità di 0,1527487, inclinata di 3,53835° rispetto all'eclittica.